# Daybreakers. Świt
Daybreakers. Świt (ang. Daybreakers) – amerykańsko-australijski film (horror sci-fi, akcja) w reżyserii braci Spierig; Michaela i Petera. 11 września 2009 film został zaprezentowany na TIFF w Toronto.

## Opis fabuły
W 2019, większość ludności świata, stała się wampirami z powodu pandemii choroby. Pozbawione krwi przez dłuższy czas, wampiry przekształcają się w agresywne istoty podobne do nietoperza. Ludzie zostają łapani i sprowadzani do roli dawców krwi, gdyż naukowcom wciąż nie udaje się otrzymać syntetycznego odpowiednika krwi. Głównym dostawcą krwi w Stanach Zjednoczonych jest firma farmaceutyczna Bromley Marks, prowadzona przez Charlesa Bromleya (Sam Neill). Edward Dalton (Ethan Hawke) i Chris Caruso (Vince Colosimo) są hematologami tej firmy, którzy próbują wytworzyć sztuczną krew. Edward potajemnie odmawia picia ludzkiej krwi tworząc napięte stosunki z bratem, Frankiem (Michael Dorman), żołnierzem. Tymczasem okazuje się, że zasoby krwi są na wyczerpaniu.

## Obsada
- Ethan Hawke jako Edward Dalton
- Willem Dafoe jako Lionel „Elvis” Cormac
- Claudia Karvan jako Audrey Bennett
- Sam Neill jako Charles Bromley
- Michael Dorman jako Frankie Dalton
- Isabel Lucas jako Alison Bromley
- Vince Colosimo jako Christopher Caruso
- Jay Laga’aia jako Senator Turner
- Michelle Atkinson jako Matka
- Paul Sonkkila jako Generał Williams
- Christopher Kirby jako Jarvis Bayom
- Emma Randall jako Ellie Landon
- Mungo McKay jako Colin Briggs
- Damien Garvey jako Senator Westlake
- Carl Rush jako Al Walker
- Todd Levi jako Komisarz Turnbull
- Charlotte Wilson jako Joy Watkins